# 히우시나이역
히우시나이역(일본어: 緋牛内駅)은 일본 홋카이도 기타미시에 위치한 홋카이도 여객철도 세키호쿠 본선의 철도역이다. 역 번호는 A64이며, 상대식 승강장 2면 2선의 구조를 갖춘 지상역이다.

## 타는 곳
| 1 | ■ 세키호쿠 본선 | (하행) | 비호로 · 아바시리 방면 |
| 2 | ■ 세키호쿠 본선 | (하행) | 기타미 · 엔가루 방면   |

## 역 주변
- 국도 제39호선

## 역사
- 1912년 10월 5일 : 일본국유철도의 역으로서 개업. 일반역.
- 1975년 12월 25일 : 화물 취급 폐지.
- 1983년 1월 10일 : 소화물 취급 폐지. CTC 도입에 의해 무인화.
- 1987년 4월 1일 : 일본국유철도 분할 민영화에 의해, 홋카이도 여객철도가 승계.
- 1988년 : 역사 개축.

## 인접 역
| 세키호쿠 본선              | 세키호쿠 본선   | 세키호쿠 본선            |
| -------------------------- | --------------- | ------------------------ |
| A63 단노 신아사히카와 방면 | ■ 세키호쿠 본선 | 비호로 A65 아바시리 방면 |